# Procapra przewalskii
La gacela de Przewalski (Procapra przewalskii) es una especie de mamífero artiodáctilo de la familia Bovidae, una de las tres especies que forman el género de gacelas asiáticas Procapra y uno de los ungulados más amenazados del mundo. En libertad apenas quedan unos 250 ejemplares en China, en una zona junto al lago Qinghai.